# Emmanuel Olisadebe
Emmanuel Olisadebe (Warri, 1978. december 22. –) nigériai születésű, lengyel válogatott labdarúgó.

## Pályafutása

### Klubcsapatban
1995 és 1997 között a Jasper United csapatában játszott. 1997-ben Lengyelországba igazolt a Polonia Warszawához, melynek tagjaként 2000-ben bajnoki címet szerzett és megnyerte a szuperkupát. 2001-ben az év labdarúgójának választották Lengyelországban. 2001 és 2005 között a görög Panathinaikósz játékosa volt. A 2005–06-os szezont Angliában a Portsmouthnál töltötte. 2006 és 2007 között a görög AO Xánthi, 2007 és 2008 között a ciprusi APÓ Péjiasz Kinírasz labdarúgója volt. 2008-tól 2010-ig Kínában játszott a Henan csapatánál. 2011-ben a Véria játékosa lett, ahol még egy évig játszott.

### A válogatottban
2000-ben kapta meg a lengyel állampolgárságot. Bemutatkozására 2000 augusztus 16-án került sor egy Románia elleni barátságos mérkőzés alkalmával, ahol gólt szerzett. 2000 és 2004 között 25 alkalommal szerepelt a lengyel válogatottban és 11 gólt szerzett. A 2002-es világbajnokság selejtezőiben 10 mérkőzésen 8 gólt szerzett és nagyban hozzájárult ahhoz, hogy Lengyelország 1986 után először ismét kijutott a világbajnokságra. A tornán az Egyesült Államok elleni csoportmérkőzésen gólt szerzett. A Dél-Korea és a Portugália elleni csoportmérkőzésen is kezdőként kapott lehetőséget.

## Sikerei, díjai
Polonia Warszawa
- Lengyel bajnok (1): 1990–00
- Lengyel kupagyőztes (1): 2000–01
- Lengyel szuperkupagyőztes (1): 2000

Panathinaikósz
- Görög bajnok (1): 2003–04
- Görög kupagyőztes (1): 2003–04

Egyéni
- Az év lengyel labdarúgója (1): 2001

## Külső hivatkozások
- Emmanuel Olisadebe adatlapja a National-Football-Teams.com oldalon (angolul)

- Emmanuel Olisadebe (angol nyelven). FootballDatabase.eu
- Emmanuel Olisadebe (angol nyelven). eu-football.info
- Emmanuel Olisadebe (lengyel nyelven). 90minut.pl
- Emmanuel Olisadebe (német nyelven). kicker.de
- Emmanuel Olisadebe adatlapja a worldfootball.net oldalon (angolul)